# Mike Gibson (ragbista)
Cameron Michael Henderson Gibson (3. prosince 1942, Belfast) je bývalý irský ragbista, který hrál jako tříčtvrtka. V roce 2011 byl jmenován do Světové ragbyové síně slávy. Byl oceněn Řádem britského impéria.
Za irskou reprezentaci odehrál 69 zápasů a připsal si 112 bodů (1964–1979). Byl hráčem s nejvíce starty za Irsko, až v roce 2005 ho překonal Malcolm O'Kelly. Při své reprezentační premiéře pomohl porazit Anglii na její půdě poprvé od roku 1948. Stal se vítězem Poháru 5 národů v roce 1974. Na tomto turnaji položil společně s dalšími dvěma protihráči v nejvíce případech míč do brankoviště (tehdy trojka). V předcházejícím roce vyhrály tento turnaj všechny země, protože každá země měla stejný počet bodů. V roce 1977 byl společně s Velšanem Philem Bennettem hráčem, co nasbíral nejvíce bodů (24).
V roce 1971 byl součástí Britských a irských lvů na turné v Novém Zélandu, kde zatím poprvé a naposledy porazili All Blacks na jejich hřišti. Ten rok Britští a irští lvy vyhráli 2 zápasy, jednou byla remíza a jednou vyhrála novozélandská reprezentace. Gibson odehrál dohromady 12 zápasů za Britské a irské lvy a 9 utkání za Barbarains.